# Back Mountain
Back Mountain é uma Região censo-designada localizada no estado norte-americano de Pensilvânia, no Condado de Luzerne.

## Demografia
Segundo o censo norte-americano de 2000, a sua população era de 26.690 habitantes.

## Geografia
De acordo com o United States Census Bureau tem uma área de
282,8 km², dos quais 277,0 km² cobertos por terra e 5,8 km² cobertos por água.

## Localidades na vizinhança
O diagrama seguinte representa as localidades num raio de 8 km ao redor de Back Mountain.